# Paulo Ricardo Ferreira
Paulo Ricardo Ferreira, meglio noto come Paulo Ricardo (Laguna, 13 giugno 1994), è un calciatore brasiliano, difensore del KuPS.

## Caratteristiche tecniche
È un difensore centrale polivalente, che può essere schierato anche da mediano e terzino.

## Carriera
Cresciuto nel settore giovanile del Santos, ha esordito in Série A il 17 luglio 2014, nella partita vinta 2-0 contro il Palmeiras.
Il 7 luglio 2016 viene ceduto in prestito con diritto di riscatto fissato a 500.000 euro al Sion; il 24 luglio 2017 viene acquistato a titolo definitivo.
L'8 agosto 2018 passa a titolo temporaneo alla Fluminense, facendo così ritorno in Brasile.

## Statistiche

### Presenze e reti nei club
Statistiche aggiornate al 22 agosto 2018.
| Stagione        | Squadra         | Campionato      | Campionato | Campionato | Coppe nazionali | Coppe nazionali | Coppe nazionali | Coppe continentali | Coppe continentali | Coppe continentali | Altre coppe | Altre coppe | Altre coppe | Totale | Totale |
| Stagione        | Squadra         | Comp            | Pres       | Reti       | Comp            | Pres            | Reti            | Comp               | Pres               | Reti               | Comp        | Pres        | Reti        | Pres   | Reti   |
| --------------- | --------------- | --------------- | ---------- | ---------- | --------------- | --------------- | --------------- | ------------------ | ------------------ | ------------------ | ----------- | ----------- | ----------- | ------ | ------ |
| 2014            | Santos          | A               | 1          | 0          | CB              | 1               | 0               | -                  | -                  | -                  | -           | -           | -           | 31     | 0      |
| 2015            | Santos          | A+A1/SP         | 11+1       | 0          | CB              | 6               | 0               | -                  | -                  | -                  | -           | -           | -           | 18     | 0      |
| Totale Santos   | Totale Santos   | Totale Santos   | 13         | 0          |                 | 7               | 0               |                    | -                  | -                  |             | -           | -           | 20     | 0      |
| 2016-2017       | Sion            | SL              | 15         | 2          | CS              | 3               | 0               | -                  | -                  | -                  | -           | -           | -           | 18     | 2      |
| 2017-2018       | Sion            | SL              | 17         | 0          | CS              | 2               | 0               | UEL                | 2                  | 0                  | -           | -           | -           | 21     | 0      |
| Totale Sion     | Totale Sion     | Totale Sion     | 32         | 2          |                 | 5               | 0               |                    | 2                  | 0                  |             | -           | -           | 39     | 2      |
| ago.-dic. 2018  | Fluminense      | A               | 0          | 0          | CB              | -               | -               | CS                 | 0                  | 0                  | -           | -           | -           | 0      | 0      |
| Totale carriera | Totale carriera | Totale carriera | 45         | 2          |                 | 12              | 0               |                    | 2                  | 0                  |             | -           | -           | 59     | 2      |

## Palmarès

### Club

#### Competizioni statali
- Campionato paulista: 2

Santos: 2015, 2016

#### Competizioni nazionali
- Coppa di Finlandia: 1

KuPS: 2022